# Пашино (Московская область)
Пашино — деревня в Талдомском районе Московской области России, входит в состав сельского поселения Ермолинское. Население — 4 чел. (2010).

## География
Деревня расположена на севере Московской области, в восточной части Талдомского района, примерно в 12 км к востоку от центра города Талдома, в 1,5 км от автодороги, соединяющей районный центр с трассой Р104.
Ближайшие населённые пункты — деревни Калинкино, Кунилово и Припущаево. Южнее деревни находится участок «Дубненский болотный массив», севернее — участок «Апсаревское урочище» государственного природного заказника «Журавлиная родина».

## Население
| 1859 | 1905 | 1926 | 2002 | 2006 | 2010 |
| ---- | ---- | ---- | ---- | ---- | ---- |
| 200  | ↗217 | ↘165 | ↘4   | ↗5   | ↘4   |

## История
В «Списке населённых мест» 1862 года — владельческая деревня 2-го стана Александровского уезда Владимирской губернии по правую сторону реки Дубны, к северу от Нушпольского болота, в 85 верстах от уездного города и 45 верстах от становой квартиры, при колодцах, с 29 дворами и 200 жителями (84 мужчины, 116 женщин).
По данным 1905 года входила в состав Нушпольской волости Александровского уезда, 32 двора, 217 жителей.
По материалам Всесоюзной переписи населения 1926 года — деревня Калинкинского сельского совета Ленинской волости Ленинского уезда Московской губернии, в 12,8 км от Дмитровского шоссе и 10,7 км от станции Талдом Савёловской железной дороги, проживало 165 жителей (86 мужчин, 79 женщин), насчитывалось 40 хозяйств, из которых 36 крестьянских.
С 1929 года — населённый пункт в составе Ленинского района Кимрского округа Московской области.
Постановлением ЦИК и СНК от 23 июля 1930 года округа как административно-территориальные единицы были ликвидированы. Постановлением Президиума ВЦИК от 27 декабря 1930 года городу Ленинску было возвращено историческое наименование Талдом, а район был переименован в Талдомский.
1930—1959 гг. — деревня Куниловского сельсовета Талдомского района.
1959—1963, 1965—1992 гг. — деревня Припущаевского сельсовета Талдомского района.
1963—1965 гг. — деревня Припущаевского сельсовета Дмитровского укрупнённого сельского района.
1992—1994 гг. — деревня Юркинского сельсовета Талдомского района.
1994—2006 гг. — деревня Юркинского сельского округа Талдомского района.
С 2006 г. — деревня сельского поселения Ермолинское Талдомского муниципального района Московской области.